# Ирезуми
Ирезуми (入れ墨, 入墨, 紋身, 刺花, 剳青, 黥 или 刺青) је јапански вид тетовирања тј. перманентног уметања мастила у кожу ручним пробадањем без коришћења електричних направа. Сама реч ирезуми може се писати на више начина при чему свака има мало другачије значење. Један од најчешћих начина писања речи ирезуми је (入れ墨) или (入墨) што у буквалном преводу значи уметање мастила. Уколико се напише идеограмима (紋身 - такође читано као буншин) истиче се више сама декорација тела; док је значење идеограма (剳青) више езотерично и представља задржавање плаво-зелене боје.

## Историја тетовирања у Јапану
Сматра се да је тетовирање у духовне и декоративне сврхе почело још током Џомон периода тј. током палеолита (око 10.000. п. н. е.). Неки научници тврде да су ужетом изрезбарене шаре на лицима и телима фигура нађених из тог периода заправо представе тетоважа. Током наредног, Јајој периода (од 300. п. н. е. до 300 н.е.), нацрти тетоважа су посматрани и копирани од кинеских посетилаца који су долазили до Јапана. За такве тетоваже се веровало да имају дубље духовно значење али и да упоредо репрезентују статусни симбол. Тек од Кофун периода (300-600 н.е.) тетоваже добијају другачије значење; наиме, више се нису користиле у ритуалне и статусне сврхе, већ имају негативну конотацију. Тетоважа поприма облик казне којом су се обележавали криминалци и разбојници (веома сличан обичај обележавања се јавља и у старом Риму где су робови често тетовирани паролама попут: „Ја сам роб који је одбегао од свог господара“). 
Током Едо периода (1600–1868 н.е.) значај тетоважа се доста мења. Обележавање зликоваца као вид казне и даље постоји али се такође враћа и декоративни вид тетовирања као претеча ирезуми-ја каквог данас познајемо. Главни подстицај за развој таквог тетовирања је потекао из кинеског издања романа Сујкоден, приче о јунаштву где су на илустрацијама главни хероји били истетовирани импресивним митолошким бићима попут змајева и другим религијским мотивима. Овај роман је веома брзо постао популаран а самим тим и интересовање за оваквом врстом тетоважа. Уметници илустрација нађених у овом роману су користили технику осликавања помоћу дрвених плоча (један вид ксилографије), да би касније почели да се баве и тетовирањем. За овакво тетовирање се често користио сличан прибор као и за ксилографију, попут длета и Нара мастила или Нара црне (мастило које под кожом поприма препознатљиву плаво-зеленкасту боју). Постоје бројне академске расправе на тему овог друштвеног феномена, тј. на питање који су то заправо социјални слојеви који су носили овакве тетоваже. По некима је то био нижи сталеж, док по тврдњама других су то били богати трговци.

## Тетоваже у модерном Јапану
На почетку Меиџи периода (1868–1912 н.е.) јапанска влада забрањује тетовирање како би поправила свој углед а ирезуми све више почиње да се везује за криминал. Без обзира на забрану, многи су наставили да се тетовирају, међутим скривено. Тетовирање је опет легализовано од старне окупационих снага 1948. (након Другог светског рата) године али је задржало симболику мафије. Чланови познате мафијашке групе Јакуза најчешће су истетовирани по целом телу. Из тог разлога је истетовираним људима често забрањен приступ у јавним купатилима, фитнес центрима и топлим изворима. Традиционални ирезуми и даље изводе професионални уметници али је то веома болан и скуп процес који дуго траје. Неки од најчешћих мотива на тетоважама су митолошка бића (змајеви, Кирин, Баку, Феникс), животиње (златна рибица - кои, тигар, змија), цвеће (божур, трешња, лотос, хризантема), остало биље (бамбус, храст), ликови из фолклора и књижевности, илустрације из плутајућег света чести у укијо-е сликарству (гејша, самурај), будистички мотиви, шинтоистички мотиви и позадински мотиви попут облака, таласа и ветра.

## Списак термина у јапанском тетовирању
- Хоримоно (彫り物, 彫物, у буквалном преводу значи резбарење или урезивање): још један од јапанских назива за тетовирање.
- Хориши (彫り師, 彫物師): мајстор за тетовирање
- Бокуке, боке (墨刑): обележавање особе казном тетовирања
- Тебори (手彫り, у буквалном преводу значи ручно урезивање): описује технилу ручног тетовирања
- Ханебори (羽彫り, у буквалном преводу значи урезивање пером): техника ручног тетовирања уз потезе попут пера
- Цуки-бори (突き彫り): техника ручног тетовирања уз пробадање
- Какушибори (隠し彫り, у буквалном преводу значи скривено урезивање): тетовирање близу пазуха, унутрашње стране бутина и других скривених места на телу, али такође подразумева и тетовирање скривених речи у слици цвећа.
- Кебори (毛彫り): тетовирање облика танких и прецизних линија или косе
- Суџибори (筋彫り): контура тетоваже
- Шаки: звук игле када пробада кожу
- Иребокуро (入れ黒子): од глагола ире или иреру, што значи утиснути и хокуро што значи младеж
- Јобори: „јо“ (европско) тетовирање; је јапанско-енглески жаргон за тетовирање помоћу електричних апарата
- Суми (墨): мастило које се користи за тетовирање (често припремано од стране шегрта)
- Хикаје: тетоважа на грудима
- Нагасоде (長袖): тетоважа на целој руци до зглоба
- Шичибу (七分): тетоважа од 7/10 рукава до подлактице
- Гобу (五分): тетоважа од 5/10 рукава до колена